# عبدالرحمن الحرازی
عبدالرحمن الحرازی (انگلیسی: Abdurahman Al-Harazi؛ زادهٔ ۱ ژانویهٔ ۱۹۹۴) یک ورزشکار است.